# Blakely Mattern
Blakely Mattern (Simpsonville, South Carolina, 17 september 1988) is een Amerikaans voetballer. In seizoen 2011/12 speelde Mattern voor FC Twente in de Eredivisie Vrouwen..

## Carrière
In 2010 werd Mattern door Atlanta Beat geselecteerd in de WPS Draft en aan het team toegevoegd. Ze speelde dat jaar vijf duels voor de Charlotte Eagles en scoorde daarin eenmaal. Een jaar later verliet ze de club weer. In de zomer van 2011 werd ze door FC Twente opgepikt. Voor de club uit Enschede debuteerde ze op 28 september 2011 in de Champions League. Mattern bleef daarna een vaste waarde in de basiself, totdat ze tegen het eind van het seizoen een zware knieblessure opliep. Doordat de revalidatie ook een groot deel van seizoen 2012/13 in beslag gaat nemen besloot ze om na één seizoen FC Twente weer te verlaten en in haar thuisland te gaan revalideren.

## Statistieken
| Seizoen         | Club             |                           | Competitie      | Competitie | Competitie | Beker | Beker | Continentaal1 | Continentaal1 | Overig | Overig | Totaal | Totaal |
| Seizoen         | Club             | Wed.                      | Competitie      | Dlp.       | Wed.       | Dlp.  | Wed.  | Dlp.          | Wed.          | Dlp.   | Wed.   | Dlp.   |        |
| --------------- | ---------------- | ------------------------- | --------------- | ---------- | ---------- | ----- | ----- | ------------- | ------------- | ------ | ------ | ------ | ------ |
| 2010            | Charlotte Eagles | Vlag van Verenigde Staten | W-League        | 5          | 1          | —     | —     | —             | —             | —      | —      | 5      | 1      |
| 2011/12         | FC Twente        | Vlag van Nederland        | Eredivisie      | 9          | 0          | 3     | 0     | 2             | 0             | 0      | 0      | 14     | 0      |
| Carrière totaal | Carrière totaal  | Carrière totaal           | Carrière totaal | 14         | 1          | 3     | 0     | 2             | 0             | 0      | 0      | 19     | 1      |